# Fatsah Bouyahmed
Fatsah Bouyahmed, né le 2 avril 1971 à Béjaïa, est un acteur franco-algérien.

## Biographie
Fatsah Bouyahmed, fils d'un ouvrier kabyle parti travailler en France, voit le jour en Algérie en 1971. Un an plus tard, son père parvient à faire venir en France son épouse et ses enfants. Fatsah Bouyahmed grandit ensuite à Aubervilliers, en Seine-Saint-Denis.
Après avoir échoué au baccalauréat professionnel secrétariat, il travaille comme animateur de centres de loisirs, puis découvre sa vocation de comédien en allant assister à une pièce dans laquelle jouait une jeune actrice dont il était amoureux. Il apprend le métier d'acteur en suivant les cours du Théâtre-école Étincelles d'Aubervilliers, entre 1992 et 1995 ; le metteur en scène Carlo Boso le prend sous son aile et lui fait intégrer la compagnie théâtrale du Mystère Bouffe. Pendant plusieurs années, Fatsah Bouyahmed fait pour l'essentiel carrière au théâtre, en participant aux spectacles de diverses compagnies. Il obtient la nationalité française à la fin des années 90.
Dans les années 2000, Fatsah Bouyahmed apparaît dans des sketches en caméra cachée tournés pour la télévision, ce qui lui permet d'être remarqué par Jamel Debbouze.  Les deux comédiens font connaissance à l'occasion de l'enregistrement d'un sketch radiophonique, et entament ensuite une étroite collaboration. En 2006, Jamel l'invite à rejoindre la troupe du Jamel Comedy Club ; il apparaît ensuite dans de nombreux sketches comiques retransmis sur Canal+.
Au début des années 2010, il gagne en notoriété grâce à son travail avec Jamel Debbouze qui lui confie, lors des galas du Marrakech du rire, un rôle récurrent de régisseur lunaire. Il est également auteur ou co-auteur de divers sketches inclus dans les spectacles du Jamel Comedy Club, dans le Marrakech du rire, ou dans Made in Jamel. Il apparaît parallèlement au cinéma dans divers seconds rôles, aux côtés de Michaël Youn, de Kev Adams, ou du trio des Kaïra. Le tournage de Né quelque part (2013) lui permet de faire la connaissance du réalisateur Mohamed Hamidi. Les deux hommes sympathisent et entament l'écriture d'un nouveau film, intitulé La Vache, pour lequel Jamel Debbouze les aide à trouver des financements.
Dans La Vache, Fatsah Bouyahmed interprète son premier rôle principal à l'écran : pour créer son personnage de paysan algérien tendre et naïf, il dit s'être inspiré de son propre père. Le film, où il donne la réplique à Jamel Debbouze et Lambert Wilson, sort en janvier 2016 dans les salles, où il attire plus d'un million de spectateurs. La Vache vaut également à Fatsah Bouyahmed le prix d'interprétation au festival de l'Alpe d'Huez.

## Filmographie

### Cinéma
- 2010 : Coursier de Hervé Renoh : Toff
- 2011 : Le Marquis de Dominique Farrugia : Alex
- 2011 : Au bistro du coin de Charles Nemes : Flic 2
- 2011 : Les Mythos de Denis Thybaud : Khaled
- 2011 : Une vie meilleure de Cédric Kahn : Intendant cantine
- 2011 : De l'huile sur le feu de Nicolas Benamou : Hicham
- 2012 : Les Kaïra de Franck Gastambide : Roger
- 2013 : Vive la France de Michaël Youn : Assistant Jafaraz
- 2013 : Né quelque part de Mohamed Hamidi : Fatah, le « réceptionniste » du café Secteur
- 2015 : Les Nouvelles Aventures d'Aladin de Arthur Benzaquen : le chef de la sécurité / le garde chef
- 2016 : La Vache de Mohamed Hamidi (également co-scénariste) : Fatah Ballabes
- 2016 : La Folle Histoire de Max et Léon de Jonathan Barré : Billal
- 2017 : Épouse-moi mon pote de Tarek Boudali : l'inspecteur marocain
- 2018 : Taxi 5 de Franck Gastambide : Hamid, l'oncle de Eddy
- 2018 : Comment tuer sa mère de David Diane et Morgan Spillemaecker : le voisin
- 2018 : Neuilly sa mère, sa mère ! de Gabriel Julien-Laferrière : Jean Dupont
- 2018 : Les Invisibles de Louis-Julien Petit : Esteban
- 2019 : Premier de la classe de Stéphane Ben Lahcene : Karl
- 2020 : La Fine Fleur de Pierre Pinaud : Samir
- 2021 : Le Dernier Mercenaire de David Charhon : le traducteur
- 2022 : Le Médecin imaginaire d'Ahmed Hamidi : Abdel Kader
- 2022 : Citoyen d'honneur de Mohamed Hamidi : Miloud
- 2024 : Les Chèvres ! de Fred Cavayé : Le Baron
- 2025 : 100 Millions ! de Nath Dumont : Said

### Télévision
- 1997 : Le Premier qui dit non de Maurice Failevic
- 2006 : Ligne blanche de Ali Arhab (également co-scénariste)
- 2006 : Jamel Comedy Club
- depuis 2015 : La Petite Histoire de France : Gaspard
- 2015 : Péplum
- 2022 : Miskina, la pauvre de Melha Bedia et Anthony Marciano : l'agent du consulat / psychiatre

## Théâtre
- 1993 : Le Cachot, mise en scène de Nathalie Incorvaia
- 1994 : La P... de sa mère, mise en scène collective
- 1996 : Les Précieuses ridicules, mise en scène de Philippe Varache
- 1997 : La Jalousie du barbouillé, mise en scène de Philippe Varache
- 1998 : Quai Nord, mise en scène de Carlo Boso
- 2000 : Les Amants de Vérone, mise en scène de Carlo Boso
- 2001 : Les Deux Gentilshommes de Vérone, mise en scène de Carlo Boso
- 2002 : Le Chevalier de la triste figure, mise en scène de Luca Franceschi
- 2003 : Scaramouche, mise en scène de Carlo Boso
- 2004 : Pinocchio, mise en scène de Franck Biagiotti
- 2006 : Bellissimo, mise en scène de Anthony Magnier
- 2009 : Le Jamel Comedy Club, mise en scène de Kader Aoun
- 2023 : L'avare, mise en scène de Olivier Lopez

## Distinctions
- Prix Michel Galabru au festival international du film de comédie de l'Alpe d'Huez pour son interprétation dans le film La Vache.